# Thelcticopis telonotata
Thelcticopis telonotata är en spindelart som beskrevs av Sarah Creecie Dyal 1935. Thelcticopis telonotata ingår i släktet Thelcticopis och familjen jättekrabbspindlar.
Artens utbredningsområde är Pakistan. Inga underarter finns listade i Catalogue of Life.